# Cocais (Piauí)
A região Cocais é uma dos doze Territórios de Desenvolvimento do Piauí, regiões criadas pela Lei Complementar Nº 87/2007 e ratificadas pela Lei 6.967/2017 , em que se dividem o estado para fins de planejamento político/administrativo e implementação de projetos intermunicipais entre localidades dentro do mesmo polo, além de fornecer dois assentos para os Conselhos do Governo do Piauí..

## Municípios
Municipalidades listadas em ordem alfabética:
- Batalha
- Brasileira
- Campo Largo do Piauí
- Domingos Mourão
- Esperantina
- Joaquim Pires
- Joca Marques
- Lagoa de São Francisco
- Luzilândia
- Madeiro
- Matias Olímpio
- Milton Brandão
- Morro do Chapéu do Piauí
- Nossa Senhora dos Remédios
- Pedro II
- Piracuruca
- Piripiri
- Porto
- São João da Fronteira
- São João do Arraial
- São José do Divino

Os municípios deste território se localizam em várias regiões geográficas intermediárias, utilizada para fins estatísticos do IBGE, sendo a totalidade da Região Geográfica Imediata de Piripiri e da Região Geográfica Imediata de Esperantina; Campo Largo do Piauí, Nossa Senhora dos Remédios e Porto fazem parte da Região Geográfica Imediata de Barras e no passado faziam parte da Microrregião do Baixo Parnaíba Piauiense, exceptuando Piracuruca, São João da Fronteira e São José do Divino, que faziam parte da Microrregião do Litoral Piauiense, e Domingos Mourão, Lagoa de São Francisco, Milton Brandão, Pedro II, que faziam parte da Microrregião de Campo Maior. 